# Justin Haythe
Pour les articles homonymes, voir Haythe.
Justin Haythe, né le 16 septembre 1973 à Londres (Royaume-Uni), est un romancier, nouvelliste et scénariste américain.

## Filmographie

### Scénariste
- 2004 : L'Enlèvement
- 2008 : Les Noces rebelles
- 2013 : Infiltré
- 2013 : Lone Ranger, naissance d'un héros
- 2016 : A Cure for Life
- 2018 : Red Sparrow
- 2022 : The Serpent Queen (mini-série)

### Producteur
- 2013 : Infiltré
- 2016 : A Cure for Life
- 2018 : Bohemian Rhapsody

## Récompenses et distinctions
- (en) Justin Haythe: Awards, sur l'Internet Movie Database